# Шон Пен
Шон Џастин Пен (енгл. Sean Justin Penn; Санта Моника, 17. август 1960) амерички је глумац, режисер и сценариста, добитник награде Оскар за улогу у филму Мистична река из 2003. и биографском филму Милк из 2008. Важи за једног од најталентованијих и најсвестранијих холивудских глумаца. Светску славу и успех је постигао успешно балансирајући између снажних карактерних улога и финансијски исплативих остварења холивудске „А” продукције, а странице светских таблоида су пунили и детаљи из његовог бурног приватног живота због чега је својевремено стекао репутацију „лошег дечка” Холивуда. Током 2000-их истиче се као један од најоштријих критичара рата у Ираку и америчког председника Џорџа Буша, а велику пажњу поклања и хуманитарним активностима.

## Биографија
Шон Пен је рођен 17. августа 1960. године у Санта Моники у Калифорнији. Као син познатог холивудског редитеља Леа Пена и глумице Ајлин Рајан од најранијих дана показује велико интересовање за глуму и филм. Током средњошколских дана са својим пријатељима Чарлијем Шином, Емилијом Естевезом и Робом Лоуом снима мноштво аматерских филмова популарном „супер 8” камером. По завршетку средње школе једно време ради као помоћник глумца и редитеља Пета Хинглија, глуми у локалном позоришту и похађа часове глуме.
Захваљујући добрим пословним везама свога оца Шон Пен се први пут појављује на телевизији 1974. године у серији Мала кућа у прерији, али тек после епизодне улоге у тада популарној ТВ серији Барнаби Џонс 1978. године његова каријера креће узлазном путањом. Убрзо се сели у Њујорк где после неколико ТВ наступа и улога у позоришту дебитује на великом платну у филму Tabs, драми о кадетима који преузимају контролу над војном школом, а пажњу јавности на себе дефинитивно скреће улогом сурфера Џефа Спиколија у филму Fast Times at Rigemonth High 1982. године. После одличних улога у филмовима Лоши момци (1983) и Racing with Moon (1984) Шон Пен добија статус једног од најталентованијих младих глумаца у Холивуду. 1985. године снима узбудљиви ратни трилер The Falcon and the Snowman, a 1986. године у филму At Close Range глуми поред своје мајке Ајлин Рајан и брата Криса Пена.
Пеновој нарастајућој популарности у овом периоду доприноси и његов кратак и буран брак са поп певачицом Мадоном, којег су обележили многи скандали и обрачуни овог глумца са новинарима. Пар се заједно појављује у филму Шангајско изненађење који доживљава потпуни неуспех и сматра се вероватно најлошијим остварењем овога глумца. После Мадониних оптужби за физичко малтретирање брак је окончан 1989. године, а филмом Боје (1988) у коме глуми поред Роберта Дувала Шон Пен враћа свој донекле пољуљан углед код филмских критичара. Већ наредне године остварује једну од својих најупечатљивијих улога у каријери у филму Брајана де Палме Жртве рата, глумећи официра америчке војске који учествује у силовању и убиству вијетнамске девојке. 1990. године снима филм State of Grace у коме глуми полицајца на тајном задатку који покушава да се инфилтрира у банду ирских криминалаца у крају у коме је одрастао и први пут се на филму појављује поред своје будуће супруге, глумице Робин Рајт.
И поред великог успеха Пен одлучује да направи паузу у глумачкој каријери како би се интензивније посветио писању и режији. 1991. године режира свој први филм The Indian Runner, причу о два брата на супротним странама закона, за који је инспирацију пронашао у песми Бруса Спрингстина Highway Patrolman. Како би обезбедио новац за своје наредне филмове, Пен се враћа на филмско платно. 1993. године глуми корумпираног адвоката у филму Карлитов пут Брајана ДеПалме, а зарађени новац користи за снимање свог другог филма Чувар Прелаза са Џеком Николсоном у главној улози 1995. године. Исте године остварује једну од својих најпрепознатљивијих улога; у филму Тима Робинса Мртав човек хода који се бави проблемом смртне казне у Америци тумачи лик осуђеника на смрт који се очекујући извршење казне спријатељује са часном сестром коју глуми Сузан Сарандон. Ова улога му доноси прву номинацију за награду Оскар у каријери.
Током 1997. године појављује се у три значајна филмска наслова. У филму Ника Касаведеса глуми ментално нестабилног губитника који покушава да поново освоји љубав бивше супруге и добија награду за најбољег глумца на престижном филмском фестивалу у Кану, а појављује се и у филмовима Дејвида Финчера Игра и U-turn Оливера Стоуна. Наредне године игра у повратничком филму Теренса Малика Танка црвена линија, а у част свог преминулог оца постаје члан престижне глумачке школе Акторс студио и снима филмску верзију позоришне представе Hurlyburly. За улогу генијалног али неодговорног џез гитаристе склоног алкохолу у филму Вудија Алена Sweet and Lowdown осваја своју другу номинацију за награду „Оскар”.
Током 2000. и 2001. године појављује се у филмовима Горе у вили редитеља Филипа Хаса, затим у биографској причи о животу кубанског песника Рејналда Аренаса Пре него што падне ноћ и Тежина воде редитељке Кетрин Баџелов, да би се као редитељ поново окушао у филму Заклетва са Џеком Николсоном у главној улози са којим постиже солидан успех. После појављивања у једној епизоди хит серије Пријатељи 2001. године, Шон Пен снима филм Зовем се Сем у коме глуми оца ометеног у развоју који покушава да се избори за старатељство над својом ћерком и за ову улогу бива трећи пут номинован за награду „Оскар”. Коначно, улога Џимија Маркама, оца обузетог бесом који жели да освети смрт своје ћерке, у филму Мистична река Клинта Иствуда доноси му награду Оскар 2003. године и награду "Златни глобус" за најбољу драмску улогу. Исте године Шон Пен бриљира и у филму 21 грам мексичког редитеља Алехандра Инуретуа. 2004. године снима филм Убиство Ричарда Никсона у коме глуми Сема Бјука, емоционално и социјално поремећеног пропалог продавца намештаја који умисливши да је последњи поштени Американац планира напад на Белу Кућу, а 2005. године глуми у политичком трилеру Сиднија Полака Преводилац поред Никол Кидман.

## Хуманитарни рад
Поред сјајне глумачке каријере Шон Пен је последњих година познат и по свом политичком ангажовању и хуманитарном раду. После уласка САД у рат против Ирака 2002. године, Пен се истакао као један од најоштријих критичара политике америчког председника Џорџа Буша и рата у Ираку. Пошто је посетио Ирак и обишао школе, болнице и сиромашна предграђа Багдада Пен је закупио страницу у дневном листу Вашингтон Пост за 56.000 америчких долара и упутио отворено писмо председнику Џорџу Бушу у коме га као отац двоје деце и син ратног војног ветерана позива да одустане од даљег војног ангажовања америчких трупа у Ираку. Јавне наступе користи да искаже своје незадовољство актуелном америчком политиком због „деконструкције цивилних слобода” и „поједностављујућег и запаљивог погледа на добро и зло”. У више наврата је позвао Буша да поднесе оставку. Због свог антиратног става трпио је многе критике од стране медија који су га оптуживали за недостатак патриотизма и солидарности са америчким војницима. У својству новинара часописа San Francisco Hronicle у више наврата је посетио Ирак и писао о проблемима ирачког народа и америчких војника у Ираку у својим репортажама у часопису, а посетио је и Иран и Венецуелу где се упознао са венецуеланским председником Хугом Чавезом. Своје политичке ставове Пен износи и у својим филмским остварењима, па је тако учествовао у међународном документарном филму, делу више различитих аутора, који се бави терористичким нападима на Америку 11. септембра по називу 11'9" 1. септембар 11.
У септембру 2005, Пен је лично учествовао у помагању жртвама урагана Катрина у Њу Орлеансу, у Луизијани. Лично је учествовао у спасавању многих људи. Један од њих, седамдесеттрогодишњи Џон Браун, је сестри поручио преко телефона: „Погоди ко је дошао и извукао ме из куће? Шон Пен, глумац. Момци су били стварно фини.”. Пен је потом спасиоцима поклонио непознату суму новца да их збрину, а затим одвео неколико угрожених у болницу. Пена подржава професор историје на Универзитету у Тулану и архивски историчар Даглас Бринкли. Њих двојица су дали директан интервју 2. септембра 2005, прљави, мокри и исцрпљени, и објаснили тренутну ситуацију коментаришући да су помоћ и ресурси које је држава послала били „око једне петине” онога колико је било потребно.
Дана 7. јануара 2006, Пен је био специјални гост форума чији је домаћин била странка Амерички прогресивне демократе. Придружио му се писац и критичар Нормон Соломон, кандидат за конгрес из странке прогресивних демократа Чарлс Браун и активисткиња Синди Шинан. Овом форуму у Сакраменту, у Калифорнији, чији је назив био „Излаз из Ирака”, присуствовало је око 200 гостију. Програм је водио Бил Дурстен, председник Сакраментовог одељка организације Лекара за социјалну одговорност. Форум је одржан у холу Међународне уније радничких синдиката и циљ му је био да промовише антиратни покрет за прекид рата у Ираку. Прогресивни активисти, вође Демократске странке и други су се скупили да прикажу нестрпљење и фрустрацију америчким учешћем у рату у Ираку.

## Приватни живот
Приватни живот Шона Пена долази у центар интересовања медија по обелодањивању његове везе са поп певачицом Мадоном. Пар се упознао на снимању Мадониног спота за песму Material Girl и венчао се у августу 1985. године. Од самог почетка брак су пратили многи скандали и Пенови обрачуни са новинарима, а због једног од тих напада провео је у државном затвору у Лос Анђелесу 32 дана. Брак је окончан 1989. године након неколико прича објављених у таблоидима како Пен физички малтретира Мадону. Већ наредне године упознаје своју другу супругу, глумицу Робин Рајт са којом има двоје деце, ћерку Дилан Френсис и сина Хопера Џека који је име добио по Шоновим добрим пријатељима Денису Хоперу и Џеку Николсону. Прве године њиховог заједничког живота биле су веома бурне, обележене многим свађама и помирењима добрим делом због Шоновог напрасног карактера и проблема са алкохолом. После пожара 1993. године у коме је изгорела њихова породична кућа Пен је једно време живео у камп приколици на свом имању и у овом периоду пар је био на корак до дефинитивног разлаза, а медији су шпекулисали о вези овог глумца са манекенком Ел Макферсон. Ипак пар се венчао 1996. године пошто је Шон дефинитивно престао да пије и у наредном периоду заједно се појављују у низу филмских остварења. Шон Пен се годинама дружио са загонетним редитељем Теренсом Маликом кога је често посећивао у Аустрији, а био је добар пријатељ и са контроверзним Чарлсом Буковским коме је посветио свој филм Чувар прелаза.

## Филмографија
| Улоге Шона Пена |                            |               |                  |          |
| Година          | Српски назив               | Изворни назив | Улога            | Напомена |
| 1981.           |                            |               |                  |          |
| 1982.           | Побуна на војној академији |               |                  |          |
| 1983.           |                            |               |                  |          |
| 1983.           | Лоши момци                 |               |                  |          |
| 1984.           |                            |               |                  |          |
| 1984.           | Трка с месецом             |               |                  |          |
| 1985.           | Соко и Снешко Белић        |               |                  |          |
| 1986.           |                            |               |                  |          |
| 1986.           | Шангајско изненађење       |               |                  |          |
| 1988.           |                            |               |                  |          |
| 1988.           | Боје насиља                |               |                  |          |
| 1988.           | Суђење у Берлину           |               |                  |          |
| 1989.           | Жртве рата                 |               |                  |          |
| 1989.           | Ми нисмо анђели            |               | Џим              |          |
| 1990.           | Стање милости              |               | Тери Нунан       |          |
| 1991.           |                            |               |                  |          |
| 1992.           |                            |               |                  |          |
| 1993.           | Карлитов пут               |               | Дејвид Клајнфелд |          |
| 1995.           | Чувар прелаза              |               |                  |          |
| 1995.           | Мртав човек хода           |               |                  |          |
| 1997.           | Вољени                     |               |                  |          |
| 1997.           | Она је предивна            |               |                  |          |
| 1997.           | Потпуни заокрет            |               | Боби Купер       |          |
| 1997.           | Игра                       |               | Конрад ван Ортон |          |
| 1997.           |                            |               |                  |          |
| 1998.           |                            |               |                  |          |
| 1998.           | Четворица величанствених   |               |                  |          |
| 1998.           | Танка црвена линија        |               |                  |          |
| 1999.           | Бити Џон Малкович          |               |                  |          |
| 1999.           |                            |               |                  |          |
| 2000.           | Афера Вила                 |               |                  |          |
| 2000.           | Пре но што падне ноћ       |               |                  |          |
| 2000.           | Тежина воде                |               |                  |          |
| 2001.           |                            |               |                  |          |
| 2001.           | Зовем се Сем               |               | Сем Досон        |          |
| 2003.           | Кад има љубави             |               |                  |          |
| 2003.           | Мистична река              |               | Џими Маркум      |          |
| 2003.           | 21 грам                    |               | Пол Риверс       |          |
| 2004.           | Убиство Ричарда Никсона    |               |                  |          |
| 2005.           | Преводилац                 |               |                  |          |
| 2006.           | Сви краљеви људи           |               |                  |          |
| 2008.           | Милк                       |               | Харви Милк       |          |
| 2016.           | Angry Birds филм           |               | Теренс (глас)    |          |
| 2019.           | Angry Birds филм 2         |               | Теренс (глас)    |          |
| 2025.           | Једна битка за другом      |               |                  |          |

### Познати глумци са којима је сарађивао
- Никол Кидман (The Interpreter)
- Ал Пачино (Карлитов пут)
- Ентони Хопкинс (All the King's Men)
- Тим Робинс (Мистична река)
- Адријен Броди (The Thin Red Line)
- Мајкл Даглас (The Game)
- Џенифер Лопез (U Turn)
- Џон Траволта (She's So Lovely, The Thin Red Line)
- Роберт Дувал (Colors)